# Tianyar Tengah
Tianyar Tengah is een bestuurslaag in het regentschap Karangasem van de provincie Bali, Indonesië. Tianyar Tengah telt 6346 inwoners (volkstelling 2010).